# Los Ángeles (Chili)
Los Ángeles is een gemeente in de Chileense provincie Biobío in de regio Biobío. Los Ángeles telde 202.331 inwoners in 2017 en heeft een oppervlakte van 1748 km².

## Religie
De plaats is de zetel van het rooms-katholieke bisdom Santa María de Los Ángeles.

## Geboren
- Carlos Dávila Espinoza (1887-1955), president van Chili